# حاويات تخزين الطعام المقاومة للدببة

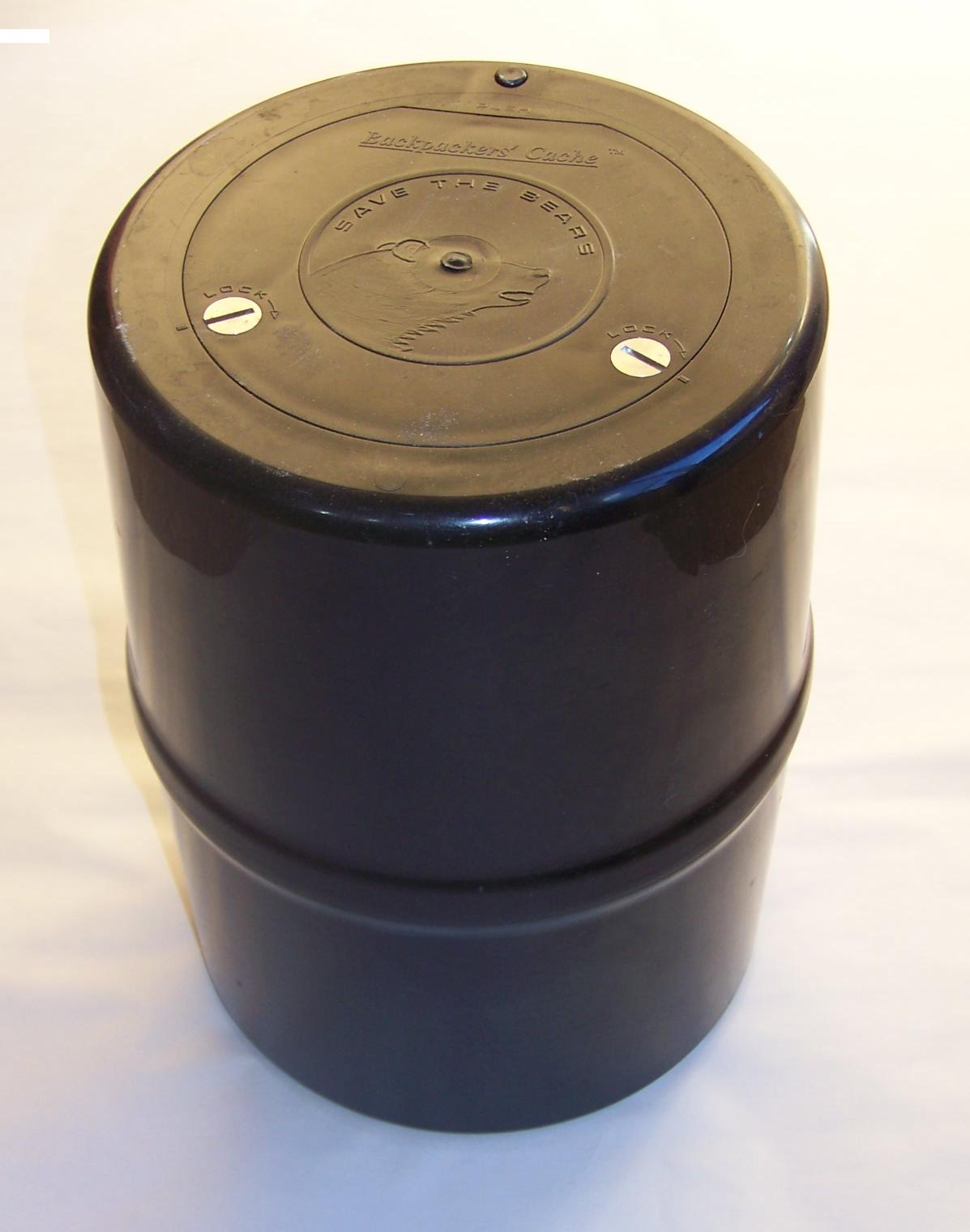

حاويات تخزين الطعام المقاومة للدببة، والتي تسمى أيضاً علب الدببة أو علب التحمل، هي عادة حاويات صلبة تستخدم من قبل الرحالة لحماية طعامهم من السرقة بواسطة الدببة. لهذه العلب شعبية متزايدة في المناطق التي انتقلت إليها الدببة في المناطق التي يقطنها البشر، ومطلوبة  في بعض المناطق مثل: حديقة يوسمايت الوطنية في الولايات المتحدة.

## المواصفات
عادة ما تزن علبة الدبّة بين 2-4 رطل (1-2 كجم)، وتبلغ سعتها التخزينية 400-900 في 3 (6 إلى 15 لترًا). وتتفاوت السعة الفعلية بناءً على عدد أيام تخزين الطعام وشهية المتجول، واختيار الطعام، والمهارة التي يُعبئ بها، ولكن علبة «ان 3 700» 700 in3 يحتمل أن تكفي ما يصل إلى أسبوع من الطعام لمتوسط المسافر.
تستخدم عبوات الدببة من الجانب الثابت مواد مثل: البولي كربونات، وبلاستيك ABS، وألياف الكربون، والألمنيوم في بنائها. ويجب أن تقاوم العلبة الفعالة كلاً من القوة الهائلة ولذكاء العالي للحيوان المهاجم. ومعظم الحاويات أكبر من أن تتحملها الدببة وتحملها بعيدًا.
عادة ما يتم غلق غطاء العلبة لمنعها من الجفاف، ويجب استخدام الأداة، أو على الأقل درجة متقدمة من المهارات الحركية لإزالتها. وتحتوي بعض عبوات الدببة على حشوات تمنع خروج رائحة الطعام من الحاوية.
ونموذج واحد على الأقل من «حقيبة التحمل» ناعمة مصنوعة من نسيج سبكترا (UHMWPE). في حين أن الحاوية الناعمة قد تمنع الدب من أكل محتوياتها، فمن المحتمل أن يتم تقليل الطعام داخلها إلى المحلول في المحاولة. ويأتي الطراز الأحدث مع مقوّم من الألمونيوم فيحمي المحتويات بشكل أكثر فعالية من الحقيبة وحدها.